# Сусляков, Иван Алексеевич
Иван Алексеевич Сусляков (род. 1927, Устьянка, Алтайский край) — советский шахтёр, машинист горного комбайна шахты № 31 комбината «Карагандауголь» Министерства угольной промышленности СССР, Карагандинская область Казахской ССР. Герой Социалистического Труда (1971).

## Биография
Родился в 1927 году в селе Устьянка Локтевского района Алтайского края. По национальности русский. Член КПСС с 1956 года.
Трудовую деятельность начал в 1944 году в Алтайском районном энергетическом управлении кучером, затем работал помощником электромонтера. С 1947 года трудился на Карагандинской шахте № 31 треста «Кировуголь» крепильщиком на ремонтно-восстановительном участке, затем бригадиром комсомольско-молодежной бригады крепильщиков. С 1954 года — бригадир комбайновой бригады на той же шахте.
Иван Алексеевич был одним из инициаторов движения за пятисоттонную сверхплановую добычу угля. С его помощью и при его активном содействии на участке № 6 был внедрен график цикличности и передовая форма организации труда в лавах — сквозной суточный комплекс. Это позволило увеличить темпы добычи угля.
В июле 1957 года группа карагандинских шахтёров установила мировой рекорд добычи на комбайне «Донбасс». В условиях угольных пластов средней мощности было выдано на-гора 30 000 тонн угля в месяц, а в 1961 году был установлен второй мировой рекорд — добыча за месяц составила 48 450 тонн угля. Одним из авторов этого рекорда был И. А. Сусляков.
Особенно успешно бригада Суслякова работала в восьмой пятилетке. Так, в 1966 году она добыла 28 735 тонн угля, в 1967 году — 27 790, в 1968 году — 26 168, в 1969 году — 27 405, в 1970 году — 30 527 тонн.
Указом Президиума Верховного Совета СССР от 30 марта 1971 года за высокие достижения в восьмой пятилетке Суслякову Ивану Алексеевичу присвоено звание Героя Социалистического Труда с вручением ордена Ленина и Золотой медали «Серп и Молот». Он награждён также четырьмя знаками «Шахтёрская слава», малой серебряной и золотой медалями ВДНХ СССР, грамотами Верховного Совета Казахской ССР.
Иван Алексеевич в составе делегации шахтеров Караганды не раз бывал за рубежом, делился опытом с горняками Польши, Чехословакии и других стран. Являлся депутатом Верховного Совета Казахской ССР пятого и шестого созывов.
Переехал на проживание в Хабаровский край.